# Pinamalayán
Pinamalayán, antes conocido como   Ipinamalay es un municipio filipino de primera categoría perteneciente a la provincia isleña de Mindoro Oriental en Mimaropa.
Con una extensión superficial de 282,26  km²,  tiene una población de 81.666 personas que habitan en 17.760 hogares.
Su alcalde es   Wilfredo L. Hernández, Sr.
Para las elecciones a la Cámara de Representantes está encuadrado en el Segundo Distrito Electoral de esta provincia.

## Geografía
El municipio de Pinamalayán  se encuentra situado en  la parte nororiental de la isla de Mindoro.
Su término linda al norte  con los municipios de Victoria, Socorro y  Pola;   al sur  con el municipio de Gloria; al este   con el mar de Sibuyán, frente a la isla Maestre de Campo; y al oeste con el  municipio de Sablayán.
Parque Nacional de Monte Iglit-Baco (Mounts Iglit-Baco National Park).
Por la biodiversidad de su flora y fauna, es el más importante de la isla de Mindoro.
Tamarao (Bubalus mindorensis), búfalo de agua o búbalo (Bubalus bubalis) y mangyan. Comprende parte de los municipios de Sablayán, Pinamalayán, Gloria, Bansud, Bongabong y Mansalay.

### Comunicaciones
Atraviesa este municipio la Strong Republic Nautical Highway (SRNH), una red integrada de carretera y rutas de ferry que forma la columna vertebral de un sistema de transporte de vehículos en todo el archipiélago. Al  puerto de Calapán arriba el ferry procedentede la ciudad de Batangas. Los vehículos recorren la provincia en dirección sur (Victoria, Lago Nauján, Socorro, Pinamalayán, Gloria y Bongabong) hasta alcanzar el puerto de Bagumbayán junto a Paclasán, de donde parte un ferry hasta la isla de Romblón, alcanzando el puerto de Malay en la provincia de Aklan,  isla de Panay.
Desde el puerto parten barcos hasta  Calabasahán, barrio de Concepción de Romblón.

## Barrios
El municipio  de Pinamalayán se divide, a los efectos administrativos, en 37 barangayes o barrios, conforme a la siguiente relación:
| - Anoling - Bacungán - Bangbang - Banilad - Buli | - Cacaguán - Calingag - De La Razón - Guinhagua - Inclanay | - Lumambayán - Malaya - Maliancog - Maningcol - Marayos | - Marfrancisco - Nabuslot - Pagalagala - Palayán - Pambisan Malaki | - Pambisan Munti - Panggulayán - Papandayán - Pili - Quinabigán | - Ranzo - Rosario - Sabang - Santa Isabel - Santa María | - Santa Rita - Santo Niño - Wawa - Población I - Población II | - Población III - Población IV |

## Historia
El nombre Pinamalayán viene de la palabra "ipinamalay", que significa "conocido o dado a conocer".
Los primeros colonos llegaron a principios del siglo XVIII procedentes de la isla de Marinduque estableciéndose en el asentamiento en Lumang-Bayan. La población nativa se ve desplazada hacia el interior, tanto por la presión de los nuevos vecinos como por los ataques de los piratas moros.
El poblado de Lumang-Bayan se traslada a su actual emplazamiento en 1914. La Orden Religiosa de los Agustinos Recoletos establecieron el  segundo distrito eclesiástico de Nauján,  que se extiende hasta donde Bongabong, bajo el patrocinio de San Agustín.

### Ocupación estadounidense
El 28 de abril de 1904 los municipios de Bongabong y Pola fueron anexadas a Pinamalayán como barrios.

## Patrimonio
Iglesia parroquial católica bajo la advocación de  San Agustín, consagrada en 1937.
Forma parte del Vicariato del Divino Salvador en  la Vicaría Apostólica de Calapán sufragánea  de la Arquidiócesis de Lipá.